# Chinook (volk)

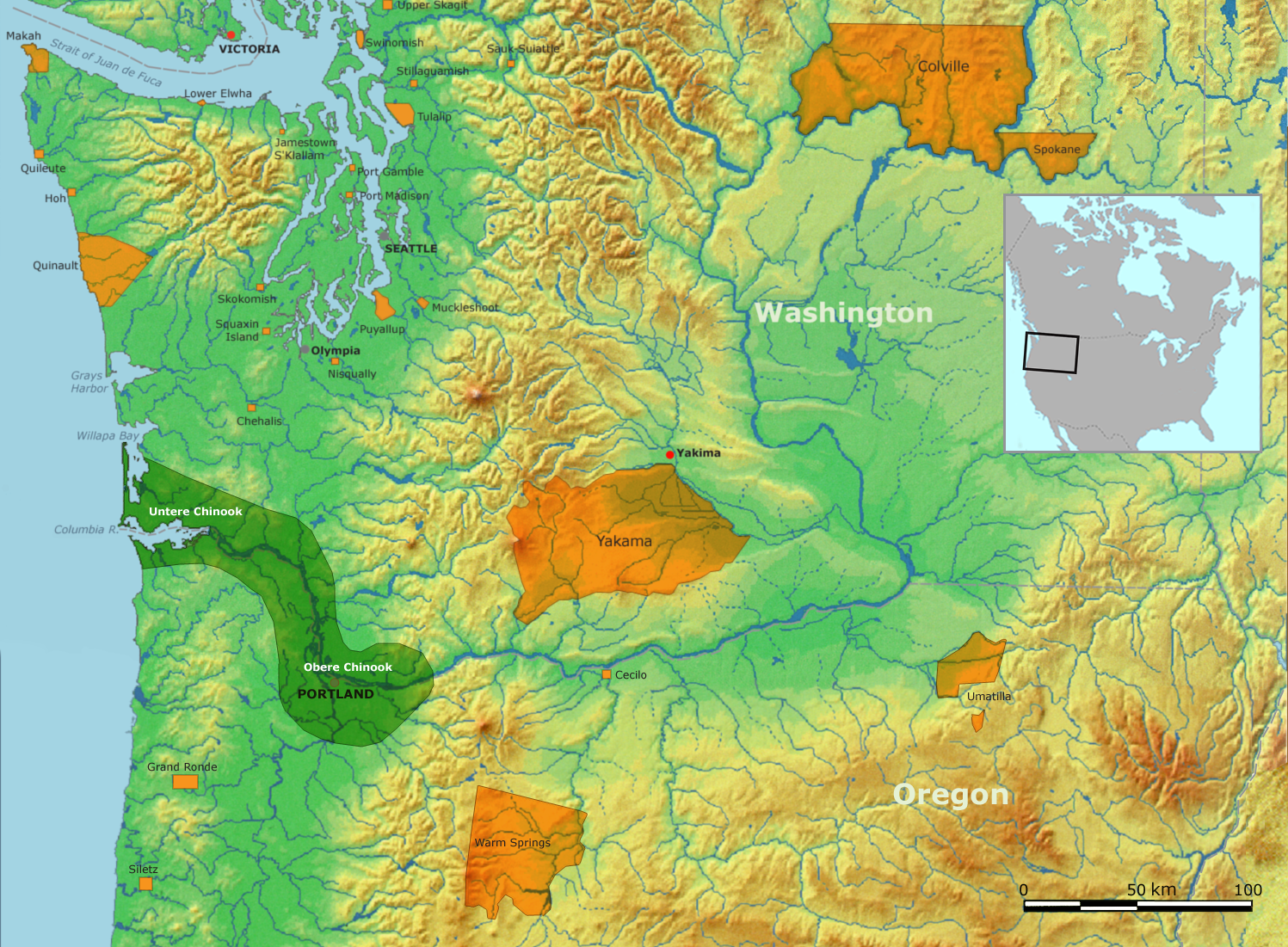
Oorspronkelijk leefgebied van de Chinooks (groen) en huidige indianenreservaten (oranje)

De term Chinook, afgeleid van het Chehaliswoord T’sinu’k, verwijst naar een groep indianen in het noordwesten van de Verenigde Staten die talen van de Chinooktaalfamilie spraken. In het begin van de 19e eeuw leefden zij langs de benedenloop van de Columbiarivier in het huidige Oregon en Washington. De groepen die het dichtst bij de kust wonen worden tot noordwestelijke cultuurgebied gerekend. De Chinook verder stroomopwaarts behoren tot de inheemse volken van het Plateau.

## Geschiedenis
In de 2e helft van de 18e eeuw kwamen de Chinook met Spaanse en Chinese handelaren in aanraking, waarbij zich al snel Engelsen voegden. Deze nieuwkomers brachten tot dan toe onbekende ziekten met zich mee zoals pokken, die tegen het einde van de 18e eeuw het leven van 30% van de bevolking eisten. In 1805 werden ze voor het eerst uitgebreid beschreven door de expeditie van Lewis en Clark. In die tijd leefden er ongeveer 16.000 Chinook langs de Columbiarivier in over de 40 verschillende dorpen, maar hun aantal nam al snel af door nieuwe ziekten die meegebracht werden door blanke handelaren en pelsjagers die zich in hun gebied vestigden. Een koortsepidemie in 1829 vaagde vier-vijfde van de bevolking weg, en in 1843 schatte men hun aantal op nog maar 1500
De tweede helft van de 19e eeuw zag een verdere teloorgang van de Chinook. Veel Chinook werden naar reservaten gestuurd en in 1885 schatte de taalkundige Jay Powell hun aantal op 500 tot 600, waarvan de meeste in de reservaten Warm Springs, Yakima en Grand Ronde leefden. Daar gingen ze geleidelijk op in andere volken, zodat tegen 1900 de meeste Chinookstammen hadden opgehouden als zelfstandige eenheden te bestaan.
De US-census van 2000 telde 1689 Chinook. De Chinook die het dichtst bij de kust woonden (Cathlamet, Clatsop, Lower Chinook, Wahkiakum en Willapa), georganiseerd in de Chinook Nation, werden in 2001 officieel als indianenstam erkend. In 2002 werd deze erkenning echter weer ingetrokken en tegenwoordig wacht de Chinook Nation nog steeds op officiële erkenning.

## Dagelijks leven

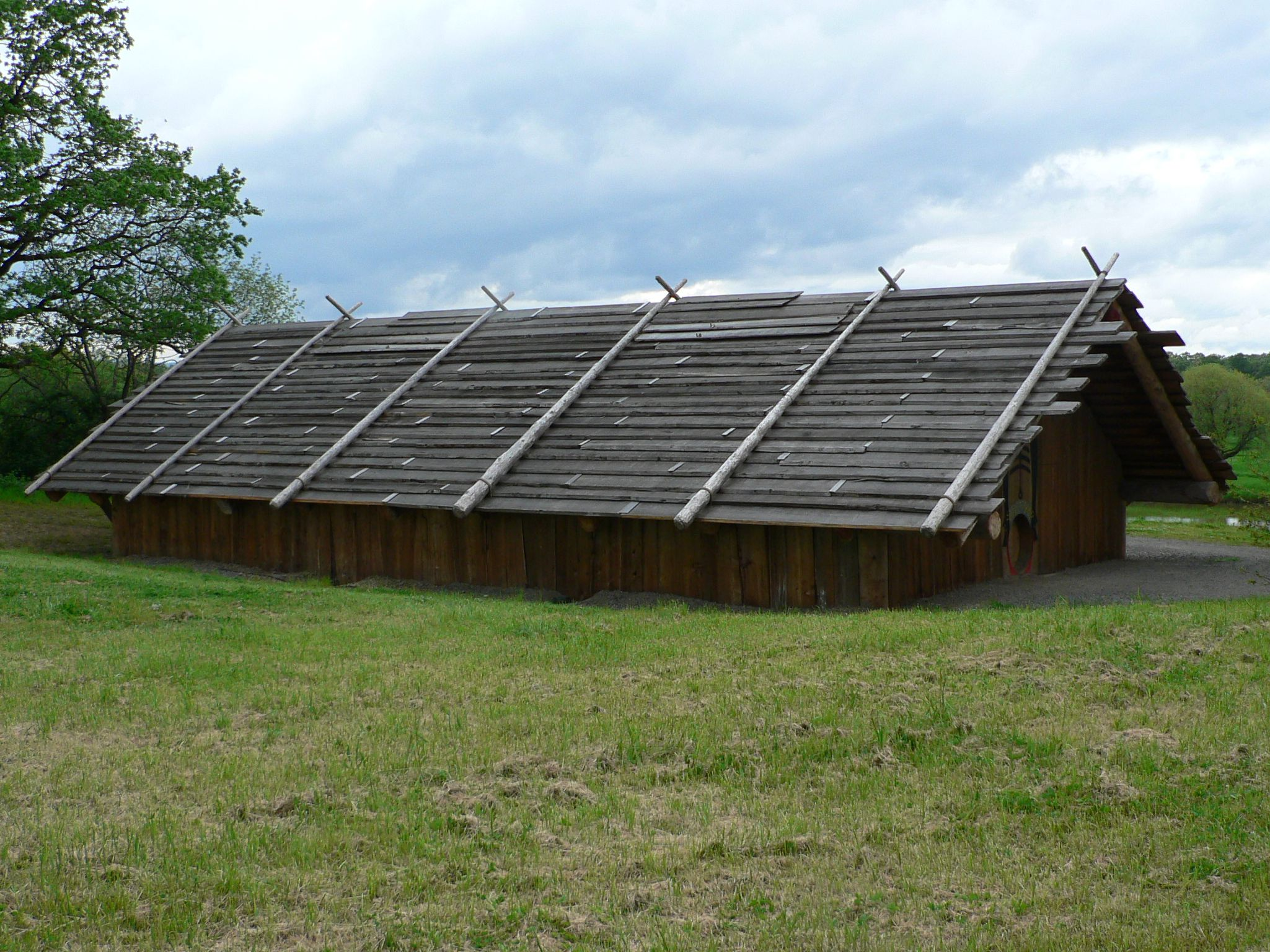
Cathlapotle Plankhouse, een replica van een Chinook woonhuis

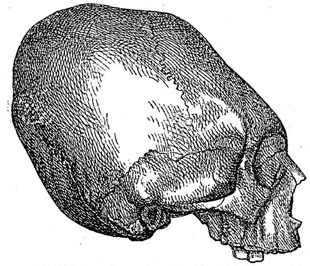
Een afgeplatte Chinookschedel

De Chinook waren sedentaire stammen, georganiseerd in dorpen die door verwante families bewoond werden en onder leiding stonden van een opperhoofd of tyee. Deze dorpen bestonden over het algemeen uit 10 tot 20 longhouses, langgerekte huizen waarin families van tientallen personen samenwoonden. 
De Chinook leefden vooral van jacht, handel en van de visserij, die zich vooral op zalm, maar ook op andere soorten vissen en zelfs walvissen richtte. De samenleving was hiërarchisch ingesteld en iemands maatschappelijke niveau werd aangegeven door de platheid van zijn hoofd. Het hoofd van kleine kinderen werd tot het juiste niveau geplet door het kind in opgevulde draagwiegen te bewaren.
De laagste klasse in de maatschappij en de enige groep zonder vervormd hoofd waren de slaven. Deze werden vaak bij buurvolken gekocht, maar ook wel buitgemaakt in daartoe bestemde overvallen op andere dorpen. 
Over het algemeen waren de Chinook echter een vreedzaam volk. Door hun sedentaire levenswijze kwamen conflicten om jachtgronden nauwelijks voor en ook onderlinge twisten werden liever door rituele wedstrijden dan door geweld opgelost.

## Handel
De Chinook stonden bekend als uitstekende handelaren. Ze overbrugden op hun reizen honderden kilometers en verbonden met hun handel de noordwestkust tot Alaska met de Great Plains. Zalm was een belangrijk exportproduct, en daarnaast handelden ze onder meer in kano’s, slaven en schelpen. Blanke handelaren voorzagen ze van voedsel en pelzen. Door hun grote rol in de handel in de regio hebben de Chinooktalen het Chinook-jargon, de handelstaal van het noordwesten in de 19e eeuw, sterk beïnvloed.

## Religie en rituelen
De Chinook waren animisten en geloofden in een grote hoeveelheid natuurgeesten, die elk hun eigen karakter hadden en waarvan de Coyotegeest het belangrijkst was. Elke geest had zijn eigen karakter. Zo waren Grizzlygeesten kwaadaardig en was de geest van de Blauwe gaai krankzinnig. 
Een belangrijk onderdeel van de religie was de zalmrite, een ritueel waarin de zalm welkom wordt geheten bij zijn jaarlijkse terugkeer vanuit zee. De zalmrite werd in groepsverband uitgevoerd, in tegenstelling tot een ander belangrijk ritueel, de zoektocht naar beschermgeesten of tah’s, die door mannen individueel werd uitgevoerd. Van deze beschermgeesten werd verwacht dat ze zouden helpen bij de jacht en geluk zouden brengen. 
Een derde ritueel van belang, dat wijdverbreid was in het noordwesten van Noord-Amerika, was de Potlatch, een ceremonie waarbij onderling cadeaus werden uitgewisseld.

## Taal
De gemeenschappelijke factor van alle groepen die als Chinook worden aangeduid is dat ze een taal van de Chinooktaalfamilie spraken. Deze taalfamilie bestaat uit drie talen:
- Lower Chinook, gesproken door de Chinook, die aan de monding van de Columbiarivier en noordwaarts langs de kust tot Willapa Bay en Shoalwater Bay leefden.
- Upper Chinook, gesproken door de Chinook die aan beide oevers van de Columbiarivier woonden.
- Cathlamet (ook bekend als Katlamat of Kathlamet), gesproken in noordwest Oregon, aan de zuidelijke oever van de Columbiarivier, en op de tegenoverliggende oever in Washington. Cathlamet stierf uit in de jaren 30 van de 20e eeuw. De taal wordt door Ethnologue gezien als dialect van het Upper Chinook.[11] Geografisch en cultureel gezien horen de Cathlamet echter bij de Lower Chinook.

## Stammen en reservaten
Bij de indeling van de Chinooksprekende dorpen in grotere verbanden als stammen moeten in het oog worden gehouden dat de Chinook zelf geen groter organisatieverband dan het dorp kenden en dat aanduidingen voor grotere eenheden van blanken afkomstig zijn. Van hen komt het onderscheid tussen de al eerder genoemde Upper en Lower Chinook, die van elkaar gescheiden werden door de woongebieden van de Cowlitz en de Klatskanie.

### Lower Chinook
CathlametZie Cathlamet
ClatsopZie Clatsop
Lower ChinookZie Lower Chinook

### Upper Chinook
CathlacumupDe Cathlacumup leefden aan de westoever van de benedenloop van de Willametterivier, vanaf Deer Island in Oregon tot de monding. Lewis en Clark schatten hun aantal in 1806 op 450 personen. In 1850 zijn ze verbonden met de Namoit en Katlaminimim.
CathlakaheckitDe Cathlakaheckit leefden bij de watervallen van de Columbiarivier en telden rond 1812 900 personen. Na in 1829 door een koortsepidemie bijna te zijn uitgeroeid zijn ze waarschijnlijk opgegaan in de Watlata.
CathlathlalasDe Cathlathlalas leefden in 1812 aan beide zijden van de Columbiarivier net onder de watervallen waar de Watlata woonden. Hun aantal bedroeg toen 500.
CathlapoteDe Cathlapote ‘volk van de Nā'p!ōlx' rivier (de huidige Lewis River) leefden langs de benedenloop van de Lewis River en aan de zuidwestkant van de Columbiarivier. Volgens Lewis en Clark telde dit volk in 1806 900 personen in 14 longhouses. Hun hoofddorp heette Nahpooitle.
ChilluckittequawDe Chilluckittequaw leefden aan de Hood River aan de zuidoever van de Columbiarivier, en in aan de noordoever langs de White Salmon River. Rond 1805 telden de Chilluckittequaw zo’n 1500 leden. In 1895 leefden er nog een aantal in de reservaten van Celilo Falls en Warm Springs. Tegenwoordig zijn ze uitgestorven als zelfstandige groep.
ClackamasZie Clackamas
ClowwewallaDe Clowwewalla, sprekers van het dialect van de Clackamas, leefden in Oregon aan de Willametterivier. Onder meer de Cushooks, Charcowahs en Willamette-Tumwater waren afdelingen van dit volk. De laatste leden ervan schijnen zich in het Grande Ronde reservaat te hebben opgehouden. Tegenwoordig zijn de Clowwewalla uitgestorven.
MultnomahDe Multnomah of Wappattoo, nauw verwant aan de Clackamas, leefden op en rond Sauvies Island in de Columbiarivier, bij de monding van de Willametterivier. Na tegen 1934 door ziekten te zijn gedecimeerd sloten de overlevenden zich bij andere stammen aan.
WappattooZie Multnomah
WascoZie Wasco
WatlataZie Watlata
WishramDe Wishram, ook wel Tlakluit of Echeloot genoemd, waren nauw verwant aan de Wasco en spraken dezelfde taal. In 1855 ondertekenden ze met 13 andere volken de Yakima Treaty en verhuisden naar het Yakimareservaat.
De meeste hierboven genoemde groepen zijn in de loop van de tijd uitgestorven of opgegaan in andere groepen. Nakomelingen van de Lower Chinook en Cathlamet zijn grotendeels verenigd in de Chinook Nation. Wishram maken deel uit van de Yakama Nation en de Wasco  vormen met de Warm Springs en een groep Paiute de Confederated Tribes of Warm Springs

### Huidige stamverbanden en reservaten
In de loop van de tijd zijn veel Chinook in reservaten ondergebracht. Sommigen zijn daaruit vertrokken en zijn naar grote steden als Seattle en Portland gegaan. Anderen hebben zich nooit in een reservaat gevestigd en wonen deels nog steeds op voorouderlijke grond. De volgende stamverbanden noemen expliciet groepen Chinook als leden. Wanneer Chinook genoemd wordt verwijst dit naar sprekers van Lower Chinook.
- Clatsop Nehalem Confederated Tribes: Clatsop[15]
- Chinook Nation: Cathlamet, Clatsop, Lower Chinook, Wahkiakum en Willapa
- Confederated Tribes of Warm Springs: Wasco
- Quinault Indian Nation: Chinook
- Shoalwater Bay Tribe: Chinook
- Yakama Nation: Wishram

## Bekende Chinook
- Opperhoofd Comcomly ontving Lewis en Clark bij hun verkenning van de Columbiarivier.
- Charles Cultee, de belangrijkste informant van Franz Boas voor diens werk ‘Chinook Texts'.
- Ranald MacDonald, een half-Chinook, geboren in Fort Astoria in Oregon, als zoon van de Schotse Archibald McDonald, een pelshandelaar voor de Hudson's Bay Company, en Raven, de dochter van opperhoofd Concomly, was de eerste westerling die, in 1847 en 1848, Engels doceerde in Japan. Onder zijn leerlingen bevond zich Einosuke Moriyama, een van de hoofdtolken in de onderhandelingen tussen Commodore Perry en het Tokugawa shogunaat
- Catherine Troeh was historica, kunstenaar en voorvechter voor indiaanse rechten en cultuur. Ze was een lid en oudste van het Chinookvolk en een directe afstammelinge van opperhoofd Comcomly.
- Chief Tumulth, tekende het ontstaansverdrag van het Grand Ronde-reservaat. Hij werd later gedood door generaal Philip Sheridan